# Spondweni virus
Il virus Spondweni (SPOV) è un arbovirus della famiglia Flavivirus, genere Flavivirus.
Il virus è filogeneticamente molto vicino al virus Zika, con il quale forma un clade all'interno del genere flavivirus.

## Epidemiologia
La malattia è presente in tutta l'Africa sub-sahariana e in Papua Nuova Guinea.
Il virus viene trasmesso dalle zanzare del genere Mansonia  e Aedes. 
Il virus è responsabile della febbre di Spondweni, venne per la prima volta isolato nel 1955 nella provincia del Maputaland (Togaland) nel nord della regione del KwaZulu-Natal in Sudafrica. Altri isolamenti successivi sono stati in Mozambico, Camerun e Costa d'Avorio e in tutta l'Africa sub-Sahariana. Inizialmente il virus è stato confuso con il virus Zika.

## Clinica
I sinonimi con cui localmente è chiamata la malattia sono: Banzi, Koutango, Sepik.
La malattia determinata dall'infezione è caratterizzata da febbre, brividi, nausea, mal di testa, malessere generale ed epistassi, insieme talvolta a mialgia, fotofobia e rash cutanei.
Il periodo di incubazione della malattia non conosciuto, la diagnosi differenziale va fatta con: la rickettsiosi, leptospirosi, la febbre tifoide e numerose altre malattie virali insieme anche alla febbre di Lassa.
I serbatoi ospiti tra i vertebrati sono sconosciuti.
I vettori noti sono:
- Mansonia uniformis e africana
- Aedes circumluteoluse cumminsi,
- Culex navei
- Eretmapodites spp

Il virus è classificato nella categoria BSL 3 (Biohazard Safety Level).